# Понте дела Гора (Кунео)
Понте дела Гора је насеље у Италији у округу Кунео, региону Пијемонт.
Према процени из 2011. у насељу је живело 14 становника. Насеље се налази на надморској висини од 351 м.